# 十文字友和
十文字 友和（じゅうもんじ ともかず、1976年6月9日 - ）は、青森県三戸郡階上町出身で陸奥部屋（入門当時は立田川部屋）に所属した元大相撲力士。本名同じ、愛称はモン。身長185cm、体重160kg、血液型はB型。得意手は右四つ、寄り。最高位は東前頭6枚目（2003年7月場所、2004年3月場所）。2011年の大相撲八百長問題にて引退勧告処分を受け、引退した。

## 来歴
漁師の長男で、小学校時代は野球部に所属しており、相撲は階上町立道仏中学校に入ってから始めた。本人と親族の希望で高校進学を入門の条件として上京し、師匠が同郷である立田川部屋へ入門し、部屋から関東第一高等学校へと通った。しかし、ちゃんこ番免除等の特別扱いが兄弟子の不評を買ってしまい、結局、高校は中退に追い込まれた。
1998年1月場所において階ヶ嶽の四股名（琴ヶ嶽以来の「ヶ嶽」で終わる四股名の関取）で新十両へ昇進し、その1月場所では5勝10敗と大敗して1場所で幕下へ陥落した。1999年11月場所において十両へ復帰し、2000年5月場所に新入幕を果たした。幕内には24場所連続在位を含めて全34場所在位しながらも、2桁勝利、三賞受賞、前頭5枚目以内在位、横綱・大関との対戦のいずれも経験しなかった。
2000年には立田川親方（元関脇・青ノ里）の定年退職に伴い立田川部屋が閉鎖されたため、敷島や豊桜らと共に陸奥部屋へ移籍した。
2007年3月場所の13日目から右肩鎖関節靱帯損傷及び右肩打撲により休場（幕内では初）し、十両へ陥落した翌5月場所以降も不振が続き、2008年1月場所において幕下へ陥落した。2009年3月場所に東幕下2枚目の位置で勝ち越しを決め、翌5月場所において十両へ復帰したものの、2010年1月場所において西十両14枚目の地位で6勝9敗と負け越し、翌3月場所に再び幕下へ陥落した。同年7月場所において東幕下12枚目の位置で7戦全勝の成績を挙げて幕下優勝を果たし、内規によって翌9月場所に再び十両へ復帰したものの、その9月場所と続く11月場所では共に4勝11敗の成績と全く振るわず、2011年1月場所において幕下へと陥落した。
2011年に発覚した大相撲八百長問題では、八百長に関与した力士として特別認定調査委員会から名前が挙がり、同年4月1日に引退勧告を受けた。同年4月5日に日本相撲協会へ引退届を提出して受理された。それから約2ヶ月後の6月4日に国技館で断髪式を行った。八百長認定力士が国技館の貸し出しを認められたのはこの例で2件目であった。
引退後はちゃんこ霧島両国本店で働いている。

## 人物
右四つ・突き押しを得意とし、腰が重く守りは堅かったが、攻めが遅く半身になる癖があり、解説者からは「腰の重さを攻めに生かすべきだ」と苦言を呈されていた。
野球経験があり、新弟子時代から年に数回東京ドームまで観戦しに行くほどの大の巨人ファン。お互いの妻が友人同士だったという一場靖弘と親交がある。好きな食べ物はハンバーガー。趣味は音楽鑑賞。同郷・同年齢の高見盛にはライバル意識を持っていて、本場所の土俵で2回ほど張り手でKOした事がある。
朝赤龍や旭鷲山と非常に相性が悪く（2006年9月場所まで、朝赤龍とは2勝11敗で旭鷲山とは1勝11敗）、垣添や霜鳥とも相性が悪かった（2006年9月場所まで、垣添とは2勝9敗で霜鳥とは3勝9敗）。

## 略歴
- 1992年11月 - 初土俵
- 1995年3月 - 三段目優勝
- 1998年1月 - 新十両
- 2000年5月 - 新入幕
- 2004年5月29日 - 結婚
- 2006年11月 - 13勝2敗の好成績で十両優勝
- 2010年7月 - 幕下優勝
- 2011年4月 - 引退

## 主な成績

### 通算成績
- 通算成績：596勝606敗17休 勝率.496
- 幕内成績：222勝286敗2休 勝率.437
- 現役在位：110場所
- 幕内在位：34場所

### 各段優勝
- 十両優勝：1回（2006年11月場所）
- 幕下優勝：1回（2010年7月場所）
- 三段目優勝：1回（1995年3月場所）

### 場所別成績
| | 一月場所 初場所（東京） | 三月場所 春場所（大阪） | 五月場所 夏場所（東京） | 七月場所 名古屋場所（愛知） | 九月場所 秋場所（東京） | 十一月場所 九州場所（福岡） |
| --- | ----------------------- | ----------------------- | ----------------------- | --------------------------- | ----------------------- | --------------------------- |
| 1992年 （平成4年） | x                       | x                       | x                       | x                           | x                       | （前相撲）                  |
| 1993年 （平成5年） | 西序ノ口47枚目 6–1      | 西序二段98枚目 3–4      | 東序二段118枚目 5–2     | 西序二段75枚目 5–2          | 東序二段32枚目 5–2      | 東三段目95枚目 5–2          |
| 1994年 （平成6年） | 西三段目67枚目 4–3      | 西三段目51枚目 6–1      | 西三段目5枚目 2–5       | 東三段目32枚目 4–3          | 東三段目17枚目 3–4      | 東三段目32枚目 3–4          |
| 1995年 （平成7年） | 西三段目49枚目 5–2      | 東三段目23枚目 優勝 7–0 | 東幕下17枚目 4–3        | 東幕下13枚目 1–6            | 西幕下39枚目 3–4        | 東幕下48枚目 4–3            |
| 1996年 （平成8年） | 東幕下40枚目 3–4        | 東幕下55枚目 5–2        | 西幕下36枚目 3–4        | 東幕下51枚目 3–4            | 西三段目4枚目 5–2       | 西幕下44枚目 4–3            |
| 1997年 （平成9年） | 西幕下33枚目 5–2        | 東幕下21枚目 3–4        | 西幕下28枚目 4–3        | 西幕下20枚目 4–3            | 西幕下14枚目 6–1        | 西幕下4枚目 5–2             |
| 1998年 （平成10年） | 東十両13枚目 5–10       | 東幕下4枚目 2–5         | 西幕下15枚目 5–2        | 西幕下7枚目 4–3             | 東幕下4枚目 3–4         | 西幕下9枚目 5–2             |
| 1999年 （平成11年） | 西幕下2枚目 3–4         | 東幕下5枚目 4–3         | 東幕下4枚目 3–4         | 東幕下8枚目 5–2             | 東幕下4枚目 6–1         | 西十両12枚目 9–6            |
| 2000年 （平成12年） | 西十両8枚目 8–7         | 西十両5枚目 10–5        | 東前頭14枚目 6–9        | 西十両2枚目 8–7             | 東十両2枚目 9–6         | 西前頭12枚目 5–10           |
| 2001年 （平成13年） | 東十両3枚目 8–7         | 西前頭13枚目 9–6        | 東前頭7枚目 7–8         | 東前頭9枚目 4–11            | 東十両2枚目 休場 0–0–15 | 東十両2枚目 8–7             |
| 2002年 （平成14年） | 西前頭14枚目 6–9        | 西十両2枚目 11–4        | 西前頭9枚目 6–9         | 東前頭12枚目 5–10           | 西十両3枚目 10–5        | 西前頭13枚目 8–7            |
| 2003年 （平成15年） | 東前頭11枚目 5–10       | 西前頭14枚目 9–6        | 東前頭9枚目 8–7         | 東前頭6枚目 6–9             | 西前頭8枚目 7–8         | 東前頭10枚目 8–7            |
| 2004年 （平成16年） | 西前頭8枚目 8–7         | 西前頭6枚目 4–11        | 西前頭12枚目 8–7        | 西前頭11枚目 8–7            | 東前頭11枚目 9–6        | 東前頭7枚目 5–10            |
| 2005年 （平成17年） | 西前頭11枚目 9–6        | 東前頭7枚目 7–8         | 西前頭7枚目 6–9         | 西前頭10枚目 5–10           | 東前頭14枚目 6–9        | 東前頭17枚目 9–6            |
| 2006年 （平成18年） | 東前頭8枚目 7–8         | 東前頭9枚目 4–11        | 西前頭16枚目 8–7        | 東前頭13枚目 8–7            | 西前頭11枚目 4–11       | 西十両2枚目 優勝 13–2       |
| 2007年 （平成19年） | 西前頭10枚目 4–11       | 西前頭16枚目 4–9–2      | 東十両6枚目 6–9         | 東十両9枚目 5–10            | 西十両13枚目 8–7        | 東十両12枚目 3–12           |
| 2008年 （平成20年） | 西幕下5枚目 3–4         | 西幕下9枚目 3–4         | 東幕下16枚目 4–3        | 西幕下13枚目 3–4            | 西幕下20枚目 6–1        | 東幕下4枚目 4–3             |
| 2009年 （平成21年） | 東幕下3枚目 4–3         | 東幕下2枚目 4–3         | 西十両14枚目 9–6        | 東十両10枚目 8–7            | 東十両7枚目 7–8         | 東十両8枚目 5–10            |
| 2010年 （平成22年） | 西十両14枚目 6–9        | 西幕下3枚目 3–4         | 西幕下6枚目 3–4         | 東幕下12枚目 優勝 7–0       | 東十両7枚目 4–11        | 東十両14枚目 4–11           |
| 2011年 （平成23年） | 西幕下6枚目 1–6         | 八百長問題 により中止   | 西幕下25枚目 引退 –     | x                           | x                       | x                           |
| 各欄の数字は、「勝ち-負け-休場」を示す。 優勝 引退 休場 十両 幕下 三賞：敢=敢闘賞、殊=殊勲賞、技=技能賞 その他：★=金星 番付階級：幕内 - 十両 - 幕下 - 三段目 - 序二段 - 序ノ口 幕内序列：横綱 - 大関 - 関脇 - 小結 - 前頭（「#数字」は各位内の序列） |                         |                         |                         |                             |                         |                             |

引退時の番付は2011年2月28日の順席による。

### 幕内対戦成績
| 力士名   | 勝数 | 負数 | 力士名   | 勝数  | 負数 | 力士名   | 勝数 | 負数 | 力士名   | 勝数 | 負数 |
| -------- | ---- | ---- | -------- | ----- | ---- | -------- | ---- | ---- | -------- | ---- | ---- |
| 蒼樹山   | 3    | 1    | 安芸乃島 | 3     | 5    | 朝赤龍   | 1    | 12   | 朝乃翔   | 1    | 0    |
| 朝乃若   | 6    | 2    | 安美錦   | 8(1)  | 7    | 岩木山   | 4    | 7    | 潮丸     | 3    | 0    |
| 皇司     | 5    | 9    | 小城錦   | 2     | 0    | 海鵬     | 3    | 10   | 垣添     | 2    | 9    |
| 鶴竜     | 0    | 1    | 春日王   | 4     | 5    | 春日錦   | 3    | 5    | 片山     | 3    | 0    |
| 稀勢の里 | 0    | 2    | 北桜     | 3     | 2    | 旭鷲山   | 2    | 11   | 旭天鵬   | 1    | 7    |
| 金開山   | 4    | 3    | 光法     | 1     | 1    | 五城楼   | 2    | 1    | 黒海     | 0    | 4    |
| 琴欧洲   | 0    | 3    | 琴奨菊   | 1     | 4    | 琴ノ若   | 8    | 3    | 琴光喜   | 0    | 1    |
| 琴龍     | 4    | 7    | 霜鳳     | 3     | 10   | 駿傑     | 1    | 3    | 戦闘竜   | 1    | 0    |
| 大至     | 1    | 0    | 大善     | 2     | 0    | 大真鶴   | 1    | 0    | 貴闘力   | 2    | 0    |
| 隆の鶴   | 3    | 0    | 貴ノ浪   | 2     | 4    | 隆乃若   | 4    | 4    | 高見盛   | 5    | 2    |
| 豪風     | 2    | 5    | 玉飛鳥   | 1     | 1    | 玉春日   | 9(1) | 7    | 玉乃島   | 1    | 8    |
| 玉力道   | 4    | 2    | 千代天山 | 4     | 1(1) | 出島     | 3    | 7    | 寺尾     | 1    | 0    |
| 闘牙     | 3    | 3    | 時津海   | 10(1) | 9    | 時天空   | 0    | 3    | 土佐ノ海 | 2    | 5    |
| 栃煌山   | 0    | 1    | 栃栄     | 8     | 6    | 栃乃洋   | 2    | 6    | 栃乃花   | 6    | 8    |
| 豊ノ島   | 7    | 2    | 白露山   | 1     | 4    | 濵錦     | 0    | 3    | 追風海   | 3    | 3    |
| 把瑠都   | 0    | 1    | 春ノ山   | 1     | 0    | 日馬富士 | 1    | 4    | 肥後ノ海 | 0    | 1    |
| 普天王   | 3    | 4    | 武雄山   | 7     | 7    | 豊真将   | 1    | 2    | 北勝力   | 7    | 4    |
| 湊富士   | 1    | 2    | 雅山     | 0     | 3    | 燁司     | 3    | 0    | 嘉風     | 2    | 2    |
| 露鵬     | 1    | 2    | 若光翔   | 1     | 0    | 若孜     | 1    | 1    | 若兎馬   | 3    | 2    |
| 若の里   | 0    | 3    | 和歌乃山 | 2     | 4    |          |      |      |          |      |      |

## 改名歴
- 十文字 友和（じゅうもんじ ともかず）1992年11月場所 - 1997年5月場所
- 階ヶ嶽 松太郎（かいがたけ まつたろう）1997年7月場所 - 1999年5月場所
  - 階ヶ嶽の名は階ヶ嶽龍右エ門に、松太郎の名は祖父の名に因む
- 十文字 友和（じゅうもんじ ともかず）1999年7月場所 - 2005年7月場所
- 十文字 昭憲（- あきのり）2005年9月場所 - 2007年5月場所
- 十文字 将康（- まさやす）2007年7月場所 - 2008年3月場所
- 十文字 友和（- ともかず）2008年5月場所 - 2011年4月